# Barscobe Castle

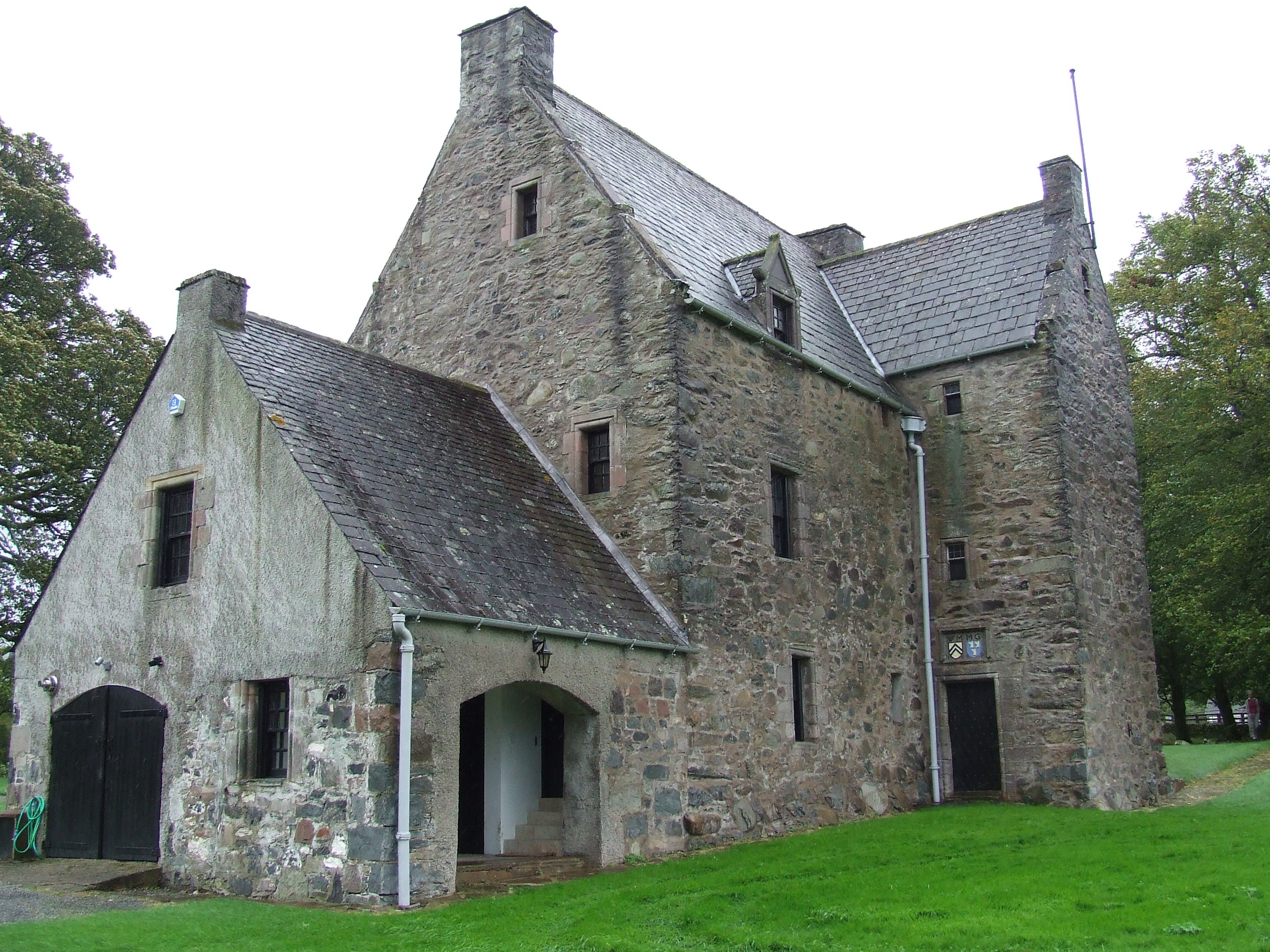
Barscobe Castle

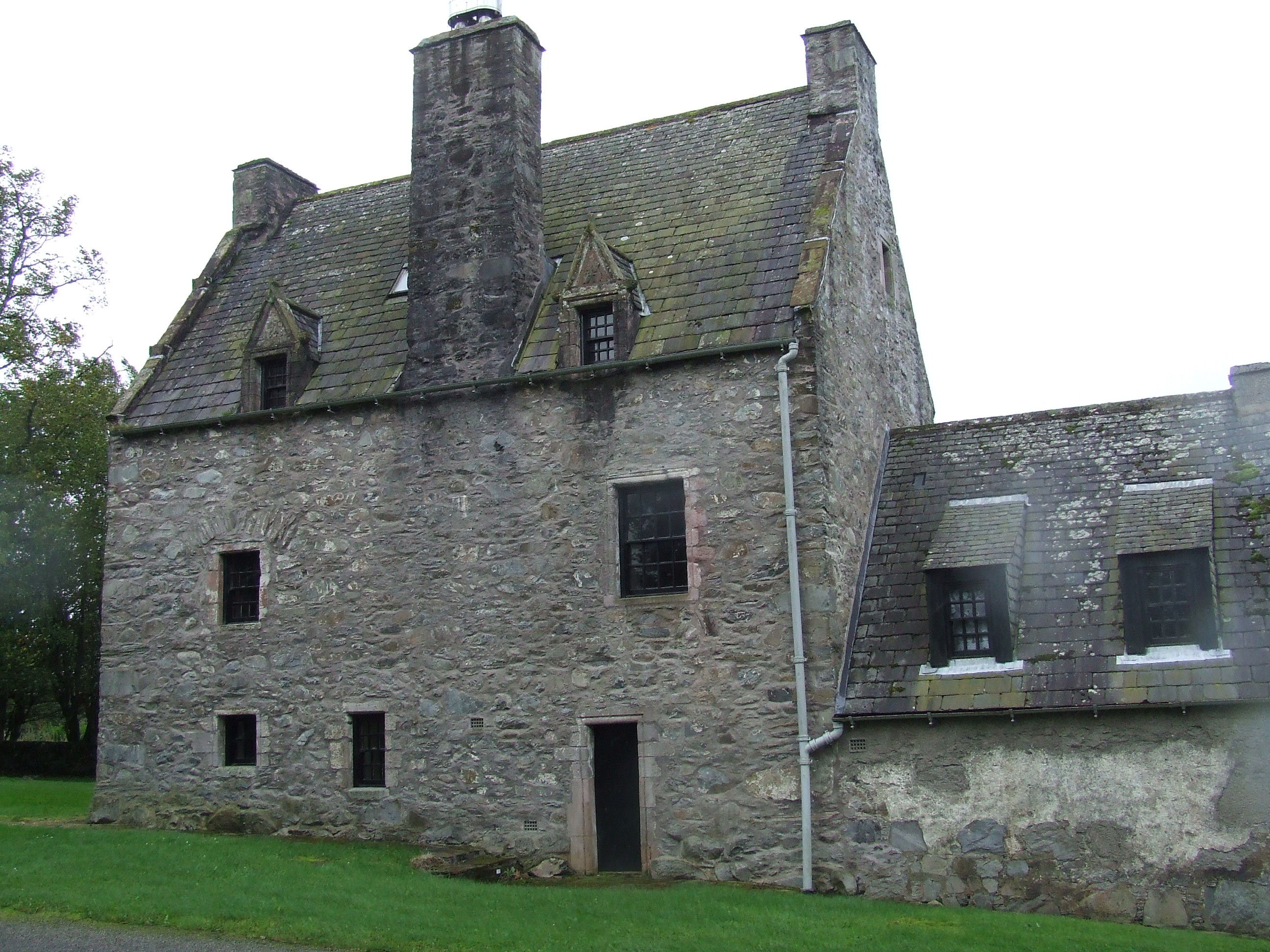
Rückansicht

Barscobe Castle ist ein Wohngebäude nahe dem schottischen Weiler Balmaclellan in der Council Area Dumfries and Galloway. 1971 wurde das Bauwerk in die schottischen Denkmallisten in der höchsten Denkmalkategorie A aufgenommen.

## Beschreibung
Das Gebäude wurde 1648 als Wohnhaus eines Lairds erbaut. Ein einstöckiger Anbau an der Westseite wurde im 18. oder 19. Jahrhundert hinzugefügt. Nachdem es in den 1960er Jahren leerstand, wurde Barscobe Castle 1971 aufwändig restauriert.
Barscobe Castle liegt isoliert rund 1,5 km nordöstlich von Balmaclellan. Das Mauerwerk des zweistöckigen, L-förmigen Gebäudes besteht aus Bruchstein. Oberhalb der profiliert eingefassten Eingangstüre im Gebäudeinnenwinkel ist eine Wappenplatte eingelassen, die auch das Baujahr ausweist. Des Weiteren sind die Initialen der Erbauer William McLellan und Mary (oder Margaret) Gordon angegeben. Eine weitere Türe befindet sich rechts an der Gebäuderückseite. Ursprünglich befand sich an dieser Stelle jedoch ein Fenster. Das schiefergedeckte Satteldach ist mit Lukarnen gestaltet. Während deren Giebelfläche an der Nordseite schmucklos ist, sind an der Westseite die Initialen „WMG“ (William MacLellan Gordon) mit der Jahreszahl 1648 sowie „HW“ (Hugh Wontner) mit der Jahreszahl 1971 graviert. Der ursprünglich als Scheune genutzte Anbau wurde zwischenzeitlich zu einer Garage umgenutzt. Sie ist mit flachen Segmentbögen und Harl-verputzten Fassaden gestaltet.